# アイメリア
アイメリアは脊椎動物の消化管上皮細胞に寄生する原生生物。分類学上はアイメリア属(Eimeria)に1700種以上が知られており、アピコンプレックス門で最も種数の多い属である。コクシジウム類のなかでも典型的な生物であることから、単にコクシジウムという時には本属の原虫を指すことが多い。宿主（とくに家禽や家畜）に対してコクシジウム症と呼ばれる疾病を引き起こすのも本属の原虫が多い。

## 形態
成熟オーシスト内にはスチーダ小体を伴うスポロシスト4つが生じ、その内部に2つのスポロゾイトが含まれる。

## 生活環

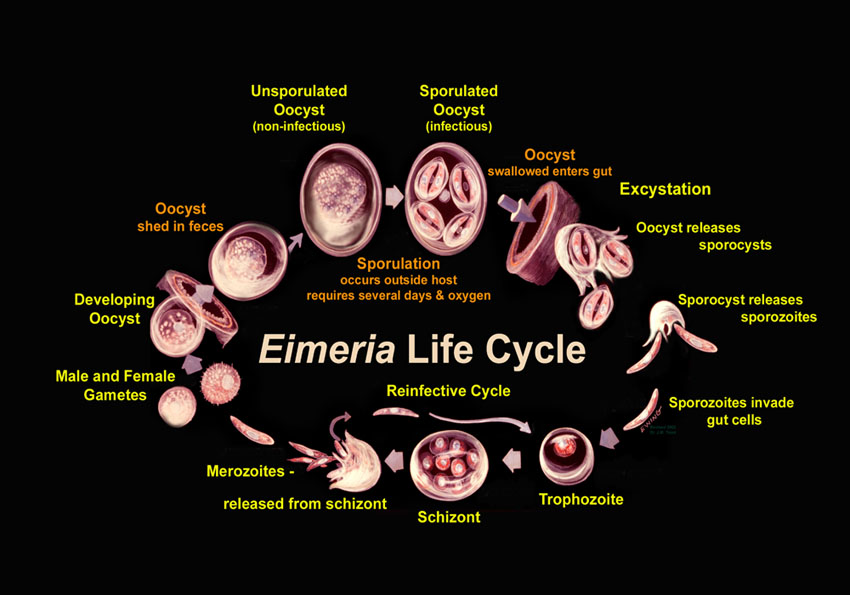
アイメリア属の生活環

アイメリア属の原虫は単宿主性であり、その生活環に中間宿主や待機宿主は存在しない。主に消化管に寄生し、宿主体外に排泄された直後のオーシストは未成熟の状態であるが、1-2日で感染能を得る。

## 歴史
1674年にレーウェンフックがウサギの胆汁中に球体を観察しており、これがウサギ肝コクシジウム（Eimeria stiedai）だったと考えられている。属名は1870年にマウスからコクシジウムを見出したドイツの動物学者テオドール・アイマーへの献名である。

## 分類
典型的なコクシジウム類であり、アイメリア亜目アイメリア科に所属させる。

### 鳥類
- Eimeria acervulina アイメリア・アセルブリナ （ニワトリ）
- Eimeria brunetti （ニワトリ）
- Eimeria maxima （ニワトリ）
- Eimeria meleagridis （シチメンチョウ）
- Eimeria mitis （ニワトリ）
- Eimeria necatrix アイメリア・ネカトリックス （ニワトリ）
- Eimeria praecox （ニワトリ）
- Eimeria tenella 鶏盲腸コクシジウム （ニワトリ）

など

### 哺乳類
- Eimeria ahsata （ヤギ・ヒツジ）
- Eimeria bovis （ウシ）
- Eimeria stiedae ウサギ肝コクシジウム （ウサギ）
- Eimeria zuernii （ウシ）

など

## コクシジウム症
アイメリアは小腸の上皮細胞に感染し、増殖の際に宿主細胞を破壊するため下痢などの症状を引き起こす。小腸上皮はもともと細胞分裂が活発でターンオーバーが早いため、アイメリアの個体数が少なければ上皮の修復速度が上回り症状は軽い。しかし個体数が多い場合には上皮が破壊され血便を伴う下痢を示し、さらには破壊された組織が盲腸に詰まることにより盲腸の壊死がおこる。
サルファ薬などが有効であるが、食肉への残留が問題となるため利用できない場合がある。また薬剤耐性の出現が知られている。鶏のコクシジウム症の場合、雛へワクチンを接種することで終生免疫が持続するが、特定の種にしか効果が無い。
抗寄生虫薬にはナラシンなどが存在する。